# Nicola Manzari
Nicola Manzari (Bari, 14 novembre 1908 – Roma, 28 aprile 1991) è stato uno scrittore e sceneggiatore italiano.
Ha avuto anche brevi esperienze come attore e come regista.

## Filmografia

### Regista e sceneggiatore
- Una notte dopo l'opera (1942)
- Quarta pagina (1942)

### Sceneggiatore
- Margherita fra i tre, regia di Ivo Perilli (1942)
- L'ultimo addio, regia di Ferruccio Cerio (1942)
- Il mercante di schiave, regia di Duilio Coletti (1942)
- Fra' Diavolo, regia di Luigi Zampa (1942)
- Catene, regia di Raffaello Matarazzo (1949)
- Ti ritroverò, regia di Giacomo Gentilomo (1949)
- Cuori sul mare, regia di Giorgio Bianchi (1950)
- Donne e briganti, regia di Mario Soldati (1950)
- 47 morto che parla, regia di Carlo Ludovico Bragaglia (1950)
- Fiamme sulla laguna, regia di Giuseppe Maria Scotese (1951)
- L'ultima sentenza, regia di Mario Bonnard (1951)
- Cameriera bella presenza offresi..., regia di Giorgio Pàstina (1951)
- Stasera sciopero, regia di Mario Bonnard (1951)
- I figli non si vendono, regia di Mario Bonnard (1952)
- Tormento del passato, regia di Mario Bonnard (1952)
- Non è vero... ma ci credo, regia di Sergio Grieco (1952)
- I morti non pagano tasse, regia di Sergio Grieco (1952)
- Frine, cortigiana d'Oriente, regia di Mario Bonnard (1953)
- Lulù, regia di Fernando Cerchio (1953)
- Papà Pacifico, regia di Guido Brignone (1954)
- Canzone d'amore, regia di Giorgio Simonelli (1954)
- Foglio di via, regia di Carlo Campogalliani (1954)
- Tua per la vita, regia di Sergio Grieco (1955)
- Dramma nel porto, regia di Roberto Bianchi Montero (1956)
- Guardia, guardia scelta, brigadiere e maresciallo, regia di Mauro Bolognini (1956)
- Le schiave di Cartagine, regia di Guido Brignone (1957)
- Roulotte e roulette, regia di Turi Vasile (1959)
- Le ambiziose, regia di Antonio Amendola (1961)
- La leggenda di Fra Diavolo, regia di Leopoldo Savona (1962)
- L'ultima carica, regia di Leopoldo Savona (1964)
- E venne il giorno dei limoni neri, regia di Camillo Bazzoni (1970)
- La ragazza del prete, regia di Domenico Paolella (1970)
- La città sconvolta: caccia spietata ai rapitori, regia di Fernando Di Leo (1975)

### Soggettista
- Tutto per la donna, regia di Mario Soldati (1939)
- Tormento del passato, regia di Mario Bonnard (1952)
- I morti non pagano tasse, regia di Sergio Grieco (1952)
- Frine, cortigiana d'Oriente, regia di Mario Bonnard (1953)
- Foglio di via, regia di Carlo Campogalliani (1954)
- Totò, Peppino e la... malafemmina, regia di Camillo Mastrocinque (1956)

### Attore
- Sotto il sole di Roma, regia di Renato Castellani (1948)
- Vent'anni, regia di Giorgio Bianchi (1949)
- Non è vero... ma ci credo, regia di Sergio Grieco (1952)
- Le schiave di Cartagine, regia di Guido Brignone (1957)

## Prosa radiofonica
EIAR
- I ragazzi se ne vanno, un atto, trasmesso il 10 dicembre 1935.
- Tutto per la donna, tre atti, regia di Guglielmo Morandi, trasmesso il 28 marzo 1941.
- I poeti servono a qualche cosa, tre atti, regia di Alberto Casella, trasmesso il 16 aprile 1942.
- Una donna troppo onesta, tre atti, regia di Guglielmo Morandi, trasmesso il 16 ottobre 1942.
- Annunci economici, puntata di Terziglio[1], regia di Silvio Gigli, trasmesso il 24 novembre 1942.
- Serate invernali, puntata di Terziglio, regia di Silvio Gigli, trasmesso il 12 dicembre 1942.
- Ricordi, puntata di Terziglio, regia di Claudio Fino, trasmesso il 12 febbraio 1943.
- Fratelli, puntata di Terziglio, regia di Nino Meloni, trasmesso il 5 marzo 1943.
- In barca, puntata di Terziglio, regia di Claudio Fino, trasmesso il 16 aprile 1943.
- Rifugio in montagna, puntata di Terziglio, regia di Claudio Fino, trasmesso il 13 maggio 1943.
- Fuori programma n. 7, di Nicola Manzari e Federico Fellini, regia di Silvio Gigli, trasmesso il 21 maggio 1943.
- Audizione in prova, puntata di Terziglio, regia di Nino Meloni, trasmesso il 24 luglio 1943.

RAI
- Miracolo, tre atti, regia di Anton Giulio Majano, trasmesso il 12 febbraio 1948.
- Magia, tre atti, regia di Anton Giulio Majano, trasmesso il 19 luglio 1948.
- Partita a quattro, commedia in tre atti, regia di Claudio Fino, trasmesso il 21 maggio 1949.
- Gli strani casi del dottor Klyne, regia di Enzo Convalli, 4 episodi, dal 12 giugno al 10 luglio 1950.
- I morti non pagano tasse, regia di Eugenio Salussolia, trasmesso il 2 febbraio 1953.
- I poeti servono a qualche cosa, tre atti, regia di Umberto Benedetto, trasmesso il 29 aprile 1954.
- Miracolo, tre atti, regia di Umberto Benedetto, trasmesso il 12 aprile 1955.
- Storia buffa delle parole, 28 puntate per la rubrica Contagocce, trasmesso dal 17 aprile al 14 maggio 1955.
- Lupi e agnelli, radiodramma, regia di Amerigo Gomez, trasmesso il 15 giugno 1955.
- Il signore e la signora Tal dei Tali, originale radiofonico in 7 puntate, dal 3 luglio al 14 agosto 1955[2].
- Museo dell'800, 18 puntate per la rubrica Contagocce, trasmesso dal 6 novembre al 2 dicembre 1955.
- C'è qualcuno al cancello, radiodramma, regia di Amerigo Gomez, trasmesso il 18 dicembre 1956.
- Radiografia di un avvocato, radiogramma, regia di Guglielmo Morandi, trasmesso il 13 luglio 1961[3].
- Zibaldone familiare, originale radiofonico in 13 puntate, regia di Arturo Zanini, dal 30 dicembre 1963 al 23 marzo 1964[4].
- Il sindaco, radiodramma, regia di Andrea Camilleri, trasmesso il 18 luglio 1964[5].
- Pigmalione domestico. Trattatello del ben parlare, regia di Raffaele Meloni, 11 puntate, dal 9 aprile al 2 luglio 1965.
- Salud, regia di Enrico Colosimo, trasmesso il 26 luglio 1967.
- Dio salvi la Scozia, regia di Sandro Bolchi, trasmesso il 10 settembre 1969.
- I nostri cari bambini, regia di Adriana Parrella, trasmesso il 4 marzo 1982.

## Prosa televisiva Rai
- Partita a quattro, regia di Silverio Blasi, trasmesso il 12 novembre 1954.
- Il trionfo del diritto, regia di Mario Landi, trasmesso il 7 giugno 1957[6].
- Passo e stop, originale televisivo, regia di Vittorio Brignole, trasmesso il 14 gennaio 1958[7].
- L'orso a sonagli, originale televisivo, regia di Vittorio Brignole, trasmesso l'11 febbraio 1958.
- Mont Oriol, dall'omonimo romanzo di Guy de Maupassant, libera riduzione di Nicola Manzari, regia di Claudio Fino, sceneggiato televisivo in 4 puntate, trasmesso dall'8 al 29 marzo 1958.
- Cintura nera, originale televisivo, regia di Vittorio Brignole, trasmesso l'11 marzo 1958.
- La studentessa, originale televisivo, regia di Piero Turchetti, trasmesso il 16 settembre 1958.
- Dio salvi la Scozia, regia di Sandro Bolchi, trasmesso il 1 ottobre 1959[8].
- Tartarino di Tarascona, dal romanzo omonimo di Alphonse Daudet, sceneggiatura di Nicola Manzari, regia di Vittorio Brignole, trasmesso il 16 dicembre 1960.
- La mano sulla spalla, tre atti, regia di Claudio Fino, trasmesso il 8 giugno 1962[9].
- Il giorno più importante, regia di Lelio Golletti, trasmesso il 20 settembre 1962.
- Tre giorni d'estate, un atto, regia di Enrico Colosimo, trasmesso il 23 settembre 1962[10].
- Due nell'azienda, originale televisivo, regia di Gennaro Magliulo, trasmessa il 30 gennaio 1964[11].
- Lo zio di provincia, farsa, regia di Lelio Golletti, trasmesso il 7 febbraio 1964[12].
- La scelta, originale televisivo, regia di Lydia C. Ripandelli, trasmesso il 30 luglio 1964[13].
- Il varietino, di Brancacci, Faele e Manzari, regia di Elisa Quattrocolo, trasmesso il 6 giugno 1965.
- La locanda, farsa, regia di Giuliana Berlinguer, trasmesso il 20 agosto 1965.
- Un campione di padre, regia di Alda Grimaldi, trasmesso il 3 settembre 1965.
- Album di famiglia, regia di Alda Grimaldi, 5 puntate, dal 24 settembre al 22 ottobre 1965.
- Due coppie, originale televisivo, regia di Italo Alfaro, trasmesso il 3 dicembre 1965.
- Lo scudiero, farsa, regia di Lelio Golletti, trasmesso il 30 dicembre 1965.
- Il trionfo del diritto, regia di Marcello Sartarelli, trasmesso il 18 febbraio 1966.
- Le mani pulite, originale televisivo, regia di Lydia C. Ripandelli, trasmesso il 12 gennaio 1967.
- Siamo tutti imputati, regia di Antonio De Gregorio, trasmesso il 20 ottobre 1967[14].
- Miracolo, regia di Italo Alfaro, trasmesso il 17 dicembre 1967.
- Pochi maledetti e subito, regia di Mario Roberto Cimnaghi, trasmesso il 20 settembre 1968.
- Partita a quattro, regia di Raffaele Meloni, trasmesso il 2 gennaio 1970.